# Parkhomenko
Parkhomenko (en rus: Пархоменко) és un poble del krai de Primórie, a l'Extrem Orient de Rússia, que en el cens del 2010 tenia 187 habitants. Es troba al districte rural de Khankaiski.